# Campionato mondiale di snooker 1971
Il Campionato mondiale di snooker 1971 è stato il quarto evento professionistico della stagione 1970-1971 di snooker, il quarto Non-Ranking, e la 40ª edizione di questo torneo, che si è disputato dal 28 settembre al 7 novembre 1970, in diversi luoghi dell'Australia.
È stato l'unico evento stagionale della Tripla Corona.
Il campione in carica era Ray Reardon, il quale è stato eliminato in semifinale da John Spencer.
Il torneo è stato vinto da John Spencer, il quale ha battuto in finale Warren Simpson per 37-29. L'inglese si è aggiudicato così il suo secondo Campionato mondiale, il suo secondo evento della Tripla Corona e il suo terzo titolo Non-Ranking in carriera.
Durante il corso del torneo sono stati realizzati 13 century breaks, 12 in più della precedente edizione. Il break più alto è stato un 129, realizzato da Eddie Charlton.

## Montepremi
- Vincitore: £2333

## Fase a gironi
| N° | Giocatore      | M | V | P | FV | FP | DF  | Pt |
| -- | -------------- | - | - | - | -- | -- | --- | -- |
| 1  | Ray Reardon    | 4 | 4 | 0 | 90 | 58 | +32 | 8  |
| 2  | Eddie Charlton | 4 | 3 | 1 | 92 | 56 | +36 | 6  |
| 3  | John Spencer   | 4 | 3 | 1 | 86 | 62 | +24 | 6  |
| 4  | Warren Simpson | 4 | 3 | 1 | 76 | 72 | +4  | 6  |
| 5  | John Pulman    | 4 | 2 | 2 | 80 | 68 | +12 | 4  |
| 6  | Gary Owen      | 4 | 2 | 2 | 77 | 71 | +6  | 4  |
| 7  | Paddy Morgan   | 4 | 1 | 3 | 54 | 94 | -40 | 2  |
| 8  | Perrie Mans    | 4 | 0 | 4 | 62 | 86 | -24 | 0  |
| 9  | Norman Squire  | 4 | 0 | 4 | 49 | 99 | -50 | 0  |

## Fase a eliminazione diretta
|  | Semifinali 49 frames | Semifinali 49 frames | Semifinali 49 frames |              |                | Finale 73 frames | Finale 73 frames | Finale 73 frames |  |
|  |                      |                      |                      |              |                |                  |                  |                  |  |
|  | Eddie Charlton       | Eddie Charlton       | 22                   |              |                |                  |                  |                  |  |
|  | Eddie Charlton       | Eddie Charlton       | 22                   |              |                |                  |                  |                  |  |
|  | Warren Simpson       | Warren Simpson       | 27                   |              |                |                  |                  |                  |  |
|  | Warren Simpson       | Warren Simpson       | 27                   |              | Warren Simpson | Warren Simpson   | 29               |                  |  |
|  |                      |                      |                      |              | Warren Simpson | Warren Simpson   | 29               |                  |  |
|  |                      |                      | John Spencer         | John Spencer | 37             |                  |                  |                  |  |
|  | John Spencer         | John Spencer         | John Spencer         | John Spencer | 37             | 34               |                  |                  |  |
|  | John Spencer         | John Spencer         |                      |              |                |                  |                  |                  |  |
|  | Ray Reardon          | Ray Reardon          | 15                   |              |                |                  |                  |                  |  |